# Північний Ліван (провінція)
Північний Ліван або Північ (араб. الشمال) — одна з провінцій Лівану. Адміністративний центр провінції (мохафази) — м. Триполі. На сході межує з провінцією Бекаа, на півдні — з Гірський Ліваном, на півночі проходить кордон з Сирією, а на заході омивається Середземним морем.
Провінція поділяється на 7 районів:
- Аккар
- Батрун
- Бішарі
- Згарта
- Кура
- Мініє-Даніє
- Триполі

| Ліван | Це незавершена стаття з географії Лівану. Ви можете допомогти проєкту, виправивши або дописавши її. |